# Ramulus brachycerus
Ramulus brachycerus är en insektsart som först beskrevs av Chen, S.C. och Yun He He 1995.  Ramulus brachycerus ingår i släktet Ramulus och familjen Phasmatidae. Inga underarter finns listade i Catalogue of Life.